# 查理四世 (法兰西)
「美男子」查理四世（Charles IV le Bel，1294年6月18日—1328年2月1日）卡佩王朝的第15位法蘭西國王（1322年—1328年在位）和第5位納瓦拉國王（称卡洛斯一世，1322年起）。

## 统治
查理四世是法蘭西國王腓力四世（美男子）的第三个儿子，母亲为納瓦拉女王胡安娜一世。腓力四世通过与胡安娜的婚姻获得了納瓦拉的王位；1314年他死后，他的儿子们相继成为法蘭西與納瓦拉的共主。
1314年，20歲的查理被封為馬爾什伯爵，直至即位為止。同年，其妻布朗歇因卷入内勒塔事件而被囚禁在加亚尔城堡。
1322年1月，查理在其二哥腓力五世去世后继位，即查理四世。被关押8年的布朗歇順理成章地成为王后，但查理四世拒绝释放她。他於兰斯大教堂加冕为法蘭西與納瓦拉國王时，也没有让布朗歇一同加冕。
查理四世寻求婚姻作废，布朗歇不情愿地答应。5月19日，教宗若望二十二世宣布他们的婚姻无效，两人都可以重新结婚。查理四世很快娶了卢森堡的玛丽，但布朗歇被送到加夫赖城堡，并无再婚的可能，退隐出家后去世。
查理四世不是一位善於治國的君主。在他统治时期大大加重了课税，令人民不堪重负。货币成色降低；國王以没收臣民的土地作为一项收入来源。
1323年開始，查理四世面臨著在法蘭德斯發生的農民起義，並在1324年，他在德意志君主的選舉中遭受挫折。由於英格蘭國王愛德華二世是阿基坦公爵，所以他亦是查理四世的藩屬，但他不願向另一位國王參拜。為了報復，查理四世在1324年爆發的聖薩爾多戰爭中征服阿基坦公國。愛德華二世只好在和約上接受宣誓效忠查理四世和繳納罰款。作為交換，愛德華二世收回阿基坦公國，但領土卻大大減少。
1327年，查理四世在其妹、英格蘭王后法蘭西的伊莎贝拉废黜其丈夫英格蘭國王爱德华二世的事件中扮演了合谋的角色。
查理四世年间，纳瓦拉人渐渐不再臣服，这也为他死后王位由侄女继承埋下伏笔。

## 王位继承
1328年2月1日，查理四世駕崩，死時没有留下任何男性后代。不過他和大哥路易十世一樣，他的妻子讓娜還懷有身孕，因此查理的堂兄、推定繼承人安茹伯爵腓力在此後兩個月擔任攝政。不久，讓娜分娩，不過她產下么女布朗歇；至此，卡佩王朝的嫡系血脈就断绝了。腓力继承法蘭西王位，是為腓力六世，从而开始了法国历史上的瓦盧瓦王朝；納瓦拉的王位則由姪女、路易十世的女兒胡安娜二世和她丈夫埃夫勒的腓力（查理四世的堂弟）繼承。

## 家庭
1308年，查理四世與勃艮第的布朗歇结婚，兩人共有1子1女：
1. 腓力（法语：Philippe de France (1314-1322)）（1314年—1322年），夭折
2. 讓娜（1315年—1321年），夭折

1322年，查理四世與盧森堡的瑪麗結婚，兩人沒有存活的子女。
1324年，查理四世與埃夫勒的讓娜結婚，兩人共有兩個女兒：
1. 瑪麗（1326年—1341年），早逝
2. 布朗歇（英语：Blanche of France, Duchess of Orléans）（1328年—1393年），奧爾良公爵夫人